# Bagarmossen Kärrtorp BK

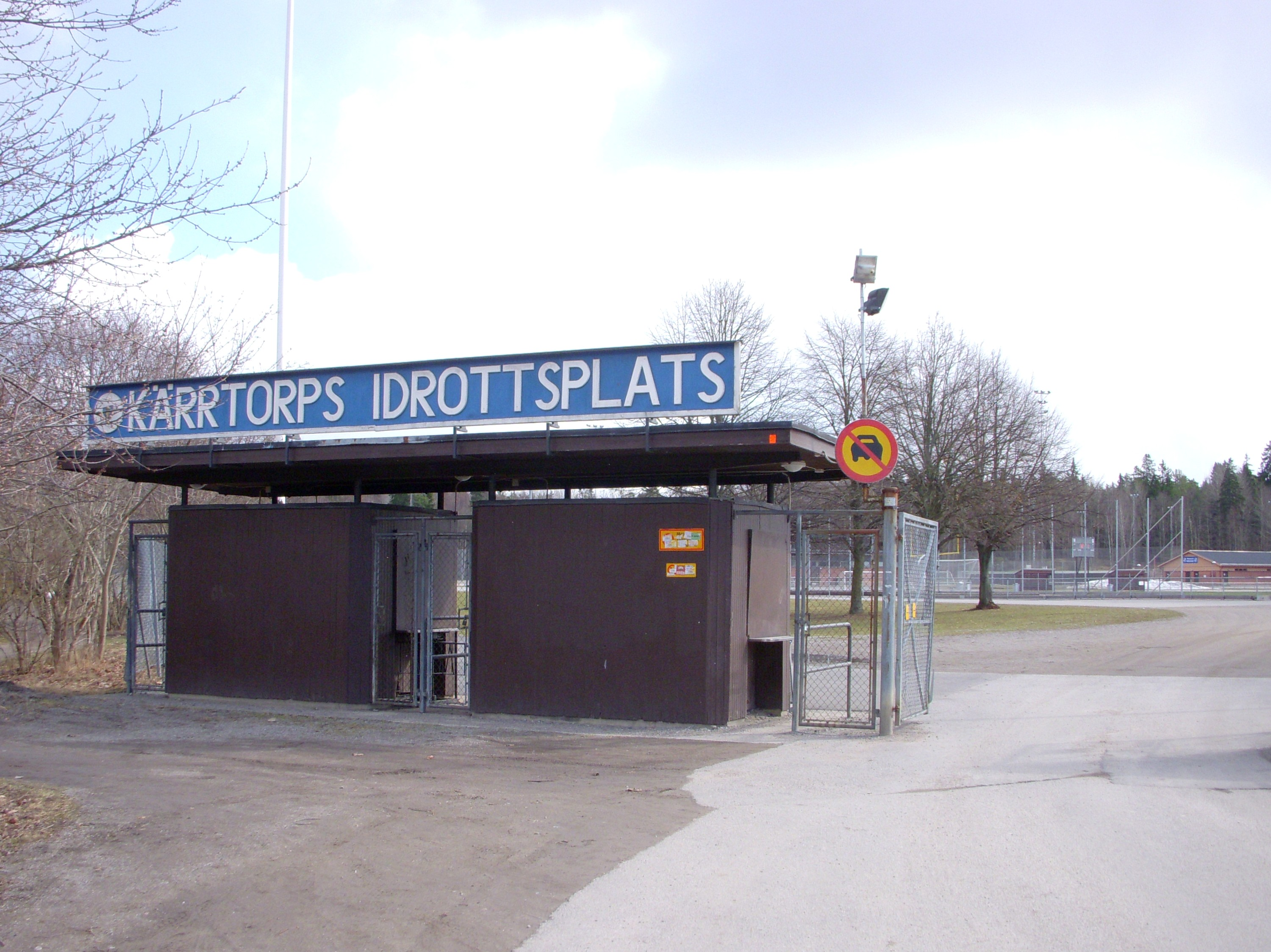
Kärrtorps idrottsplats, klubbens hemmaarena.

Bagarmossen Kärrtorps BK (BKBK) är en sportklubb i Kärrtorp i Stockholm. Klubben bildades 2011 när Kärrtorps BK (KBK) och Bagarmossens BK (BBK) slogs ihop. Lagets hemmaarena är Kärrtorps IP.

## Historia
Kärrtorps IK bildades 1952 och hade under 1960-talet framgångsrika fotbolls- och handbollsslag i mellanskiktet och övre skiktet av Stockholmsserierna. Mest känd är klubben för att Lennart "Nacka" Skoglund 1968 spelade en halv säsong i fotbollslaget i dåvarande div. 4 (i dag motsvarande div. 2).
I en premiärmatch mot Gustavsberg kom hela 1 700 personer till Kärrtorps idrottsplats. Nacka avgjorde matchen på straffspark. Andra profiler i fotbollslaget var bl. a. Gunnar Qvarfordt, sedermera i allsvensk i Hammarby IF. Handbollslaget höll till i div. 3 (i dag ungefär div. 2) med en del goda placeringar. Gunnar Stockhammar, som senare blev damlandslagets förbundskapten, var en av spelarna. Föreningen gick sedermera upp i Kärrtorps SK, där damhandbollslaget firade framgångar.
Bagarmossen BK grundades 1999
BKBK hade år 2013 882 medlemmar